# Lwówek
Pour les articles homonymes, voir Lwówek (homonymie).
Ne doit pas être confondu avec Lwówek Śląski.
Lwówek (prononciation : [ˈlvuvɛk], en allemand : Neustadt bei Pinne) est une ville de la Voïvodie de Grande-Pologne et du powiat de Nowy Tomyśl.
Elle est située à environ 16 kilomètres au nord de Nowy Tomyśl, siège du powiat, et à 51 kilomètres à l'ouest de Poznań, capitale de la voïvodie de Grande-Pologne.
Elle est le siège administratif de la gmina de Lwówek.
Elle s'étend sur 3,16 km2.

## Géographie

Plan de la ville.

La ville de Lwówek est située à l'ouest de la voïvodie de Grande-Pologne, à la limite avec la voïvodie de Lubusz et ses vastes forêts. A l'est, une grande plaine agricole commence jusqu'à Poznań, et prolonge au-delà. La ville est traversée par la rivière Czarna Woda, un affluent important de l'Obra (elle-même affluent de la Warta).

## Histoire
De 1793 à 1918, Neustadt bei Pinne fait partie de l'arrondissement de Kosten jusqu'en 1818 puis de l'arrondissement de Buk jusqu'en 1887 puis de l'arrondissement de Neutomischel dans le district de Posen au sein de la province de Posnanie.
De 1975 à 1998, la ville faisait partie du territoire de la voïvodie de Poznań. Depuis 1999, la ville fait partie du territoire de la voïvodie de Grande-Pologne.

## Monuments
- l'église paroissiale, construite au XVe siècle et remaniée au XVIe ;
- l'église cimetériale de la Sainte Croix, construite en 1780 ;
- l'ancienne église évangélique, construite en 1778, aujourd'hui en partie en ruines.

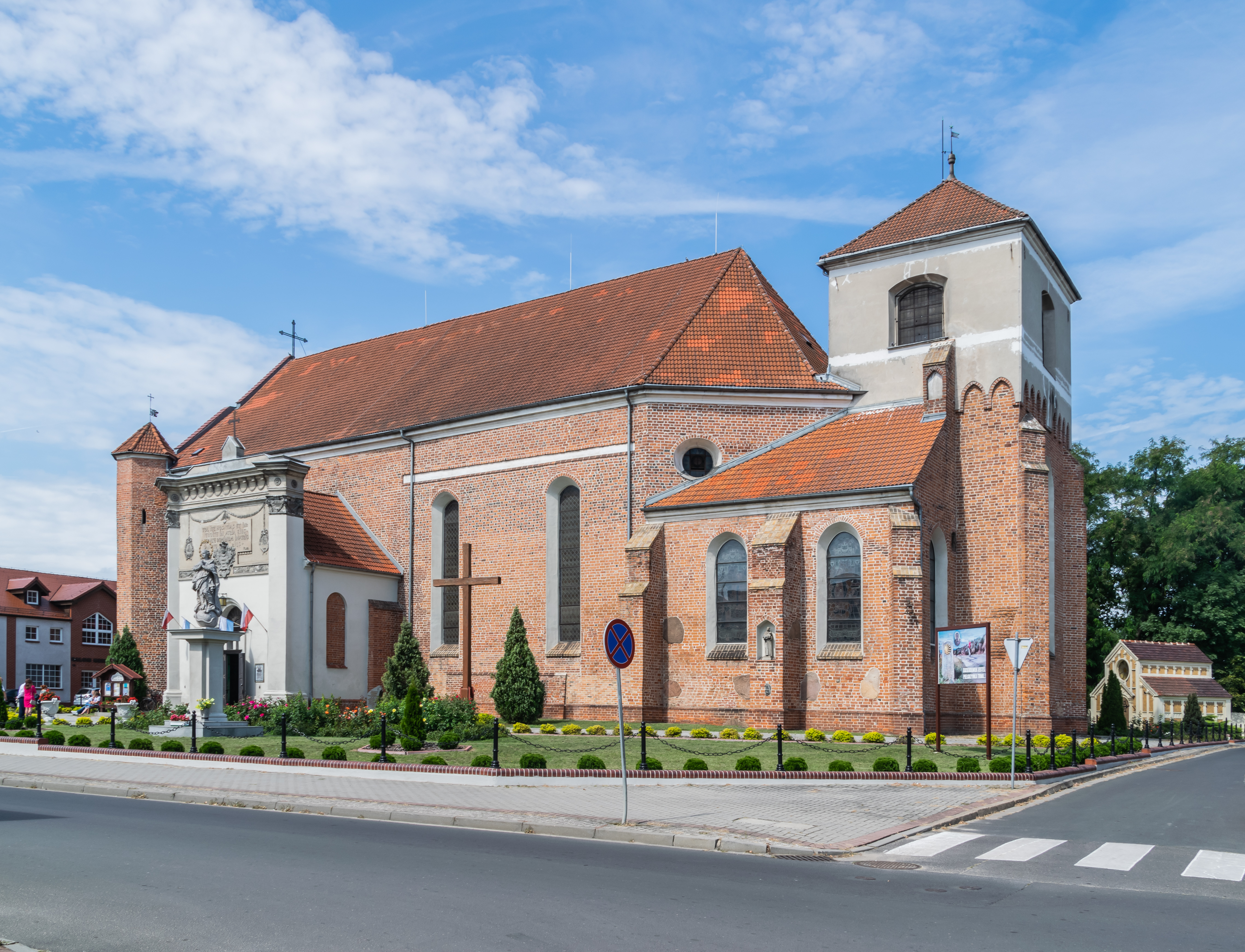
L'église paroissiale.
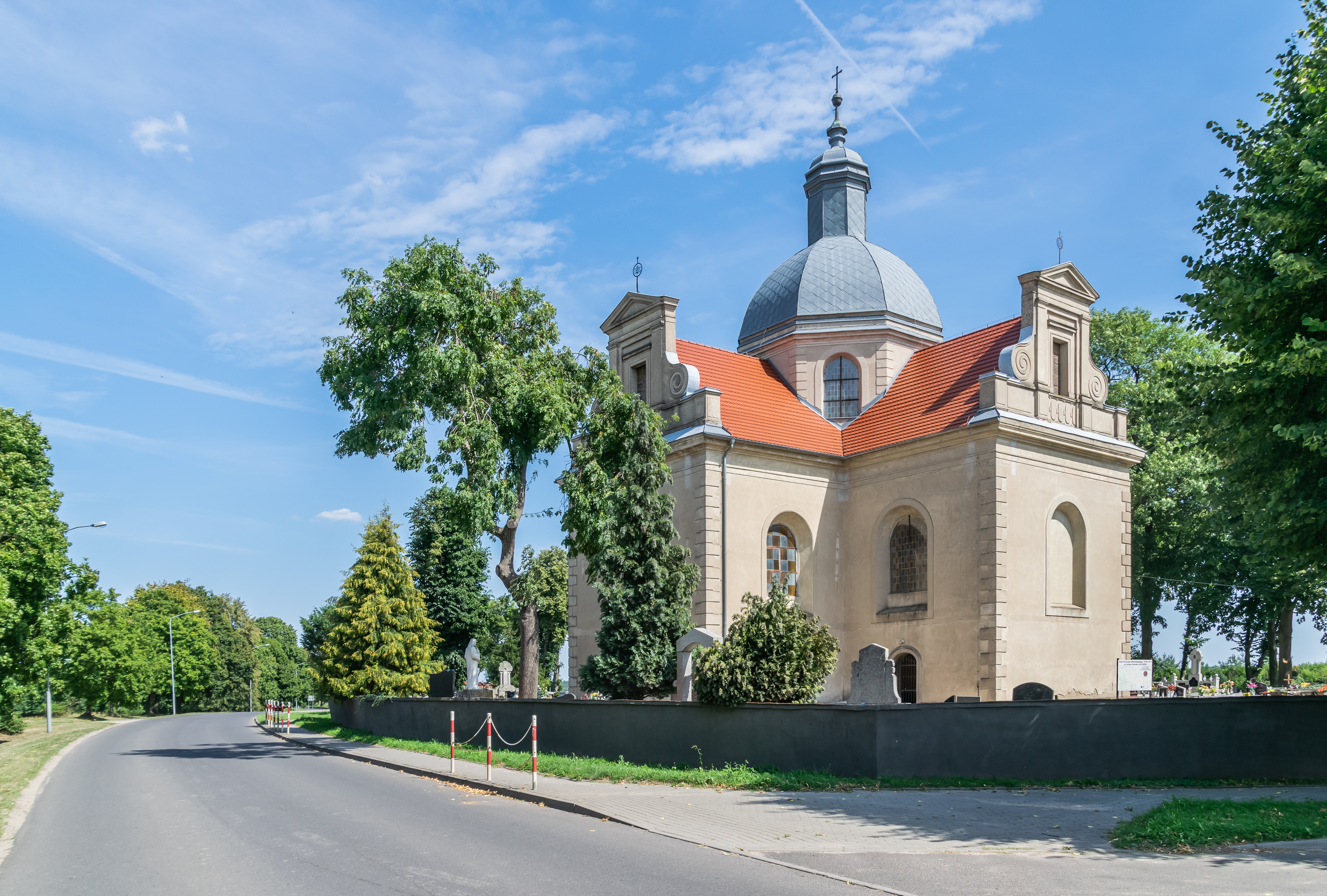
L'église cimetériale.
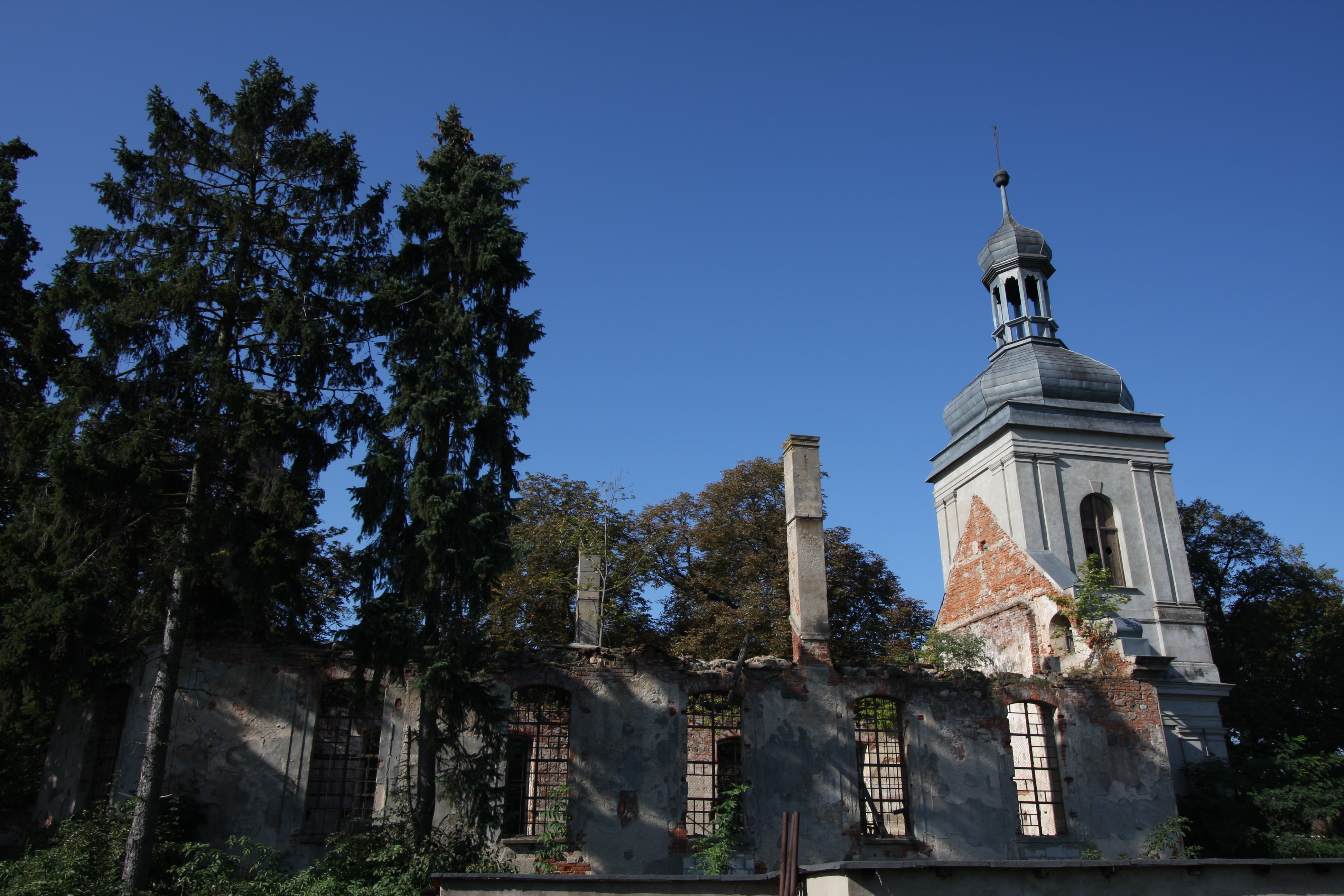
L'ancienne église évangélique.

## Voies de communication
La route nationale 92 (pl) (qui relie Rzepin à Kałuszyn) passe par la ville.

## Jumelages
- Chartres de Bretagne (France)
- Kazlų Rūda (Lituanie)
- Lwówek Śląski (Pologne)